# Grytsjö
Grytsjö är en liten by i Själevads socken, Örnsköldsviks kommun, Västernorrlands län. Den är känd sedan 1500-talet, och har varit bebodd och odlad sedan dess. Nu är två av husen bebodda året om, medan antalet sommarstugor har ökat till ca 20 stycken. En jordbrukare är fortfarande aktiv i byn, och driver en av Sveriges få KRAV-märkta jordgubbsodlingar. Antalet invånare var betydligt större på 1930–1950-talet, då man bland annat hade egen skola med 27 elever. Under 1800-talet deltog man i Sveriges torparförsvar.